# 拉梅兹
拉梅兹（法語：La Meyze，法語發音：[la mɛz]）是法国新阿基坦大区上维埃纳省的一个市镇，属于利摩日区。

## 地理
拉梅兹（45°37'1"N, 1°12'51"E）面积28.11 平方千米，位于法国新阿基坦大区上维埃纳省，该省份为法国中西部省份，北起顺时针与安德尔省、克勒兹省、科雷兹省、多爾多涅省、夏朗德省和维埃纳省接壤。
与拉梅兹接壤的市镇（或旧市镇、城区）包括：内克松、雅纳亚克、拉迪尼亚克勒隆、拉罗什拉贝耶、圣伊莱尔莱普拉斯、圣伊里耶拉佩尔什。

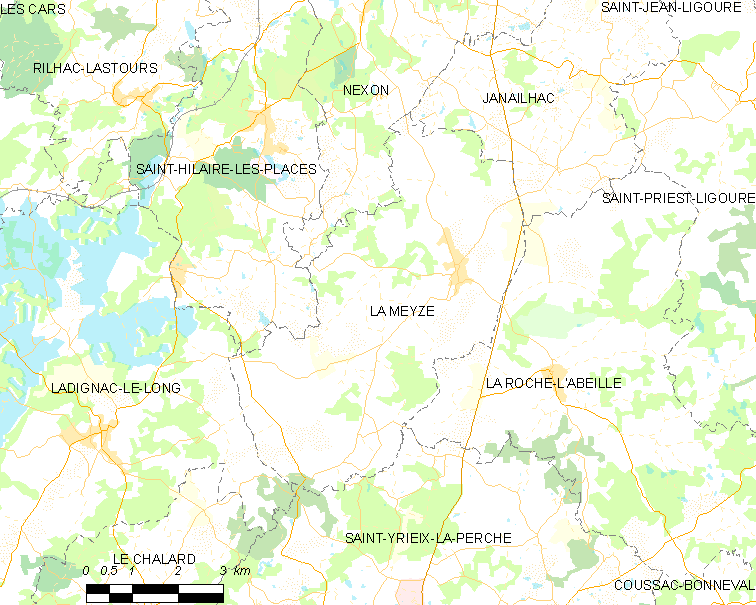
拉梅兹的OSM定位图

拉梅兹的时区为UTC+01:00、UTC+02:00（夏令时）。

## 行政
拉梅兹的邮政编码为87800，INSEE市镇编码为87096。

## 政治
拉梅兹所属的省级选区为圣伊里耶拉佩尔什县。

## 人口

1962-2008年间拉梅兹人口变化图示

拉梅兹于2022年1月1日时的人口数量为842人。